# Acabaria bicolor
Acabaria bicolor är en korallart som först beskrevs av Nutting 1911.  Acabaria bicolor ingår i släktet Acabaria och familjen Melithaeidae. Inga underarter finns listade i Catalogue of Life.